# Overberg (helling)
De Overberg is een helling in de Vlaamse Ardennen gelegen in Overboelare in de Belgische provincie Oost-Vlaanderen, net ten zuiden van Geraardsbergen. De helling wordt ook soms als Voskensstraat aangeduid. De Overberg beklimt dezelfde heuvel als de Muur van Geraardsbergen en de klim Boelarebos.
De beklimming start een stuk na de rivier de Dender en loopt omhoog naast een bos, net ten noorden van Boelarebos.